# Cantó de Chalon-sur-Saône-Sud
El cantó de Chalon-sur-Saône-Sud és un cantó francès del departament de Saona i Loira, situat al districte de Chalon-sur-Saône. Té 12 municipis i part del de Chalon-sur-Saône.

## Municipis
- La Charmée
- Chalon-sur-Saône (part)
- Châtenoy-en-Bresse
- Épervans
- Lans
- Lux
- Marnay
- Oslon
- Saint-Loup-de-Varennes
- Saint-Marcel
- Saint-Rémy
- Sevrey
- Varennes-le-Grand

## Història
| Data d'elecció                           | Identitat       | Partit           | Qualitat |
| ---------------------------------------- | --------------- | ---------------- | -------- |
| 1945-1967                                | Alfred Jarreau  | Radical          |          |
| 1967-1979                                | André Jarrot    | UDR, després RPR |          |
| 1979-1998                                | Roger Leborne   | PS               |          |
| 1998-                                    | Fernand Renault | PS               |          |
| les dades anteriors no són pas conegudes |                 |                  |          |
|                                          |                 |                  |          |